# University of Lincoln
University of Lincoln er et offentligt forskningsuniversitet Lincoln, England, hvis historie går tilbage til 1861. Det ik universitetsstatus i 1992 og det fik sit nuværende navn i 2001. Hovedcampus ligger i centrum af Lincoln ved Brayford Pool. Der er tre satellitcampus rundt om i Lincolnshire i hhv. Riseholme og Holbeach og dimitteringen foregår i Lincoln Cathedral.